# Tűzvész a Rex Filmszínházban
Az iráni Ábádán városában 1978. augusztus 19-én a Rex Filmszínházban történt tűzvészben több száz ember halt meg. A különböző becslések 370 és 470 fő közé teszik az áldozatok számát. Az épület szándékos gyújtogatás áldozata lett, amit négy férfi hajtott végre: kerozint (vagy pedig festékhigítót) locsoltak szét, majd meggyújtották. A tragédiáért a legtöbben Mohammad Reza Pahlavi sahot okolták és általános volt a meggyőződés, hogy a gyújtogatást a sah titkosszolgálata, a SZÁVÁK művelte, mert aznap egy a fehér forradalommal szemben igen kritikus filmet, a Gavazná-t (magyarul A szarvas-t) mutattak be a moziban. A sah ezzel szemben a „marxista iszlamistákat” vádolta meg a gyújtogatással. A feszültség, amely évek óta jellemezte az országot, a tetőfokára a hágott az eseménnyel és nagymértékben hozzájárult az iráni forradalom kirobbanásához, amely a sah rendszerének összeomlásához és Homeini ajatollah hatalomra kerüléséhez vezetett.
A ábádáni tragédia 1990-ig, a srí lankai rendőrtisztek (mintegy 600 fő) legyilkolásáig és a 2001-es New York-i terrortámadásig a legnagyobb terrorcselekmény volt. A elkövetők személye és az események pontos háttere a mai napig nem tisztázódott teljes mértékben. Iránban ma is él a nézet, hogy a SZÁVÁK idézte elő a szerencsétlenséget (egyenesen a sah utasítására), míg más vélemények szerint síita szélsőségesek gyújtották fel az épületet, pusztán azért, mert a mozi, mint nyugati találmány, a dekadencia, a romlottság, a vallás- valamint erkölcsellenesség egyik terjesztő bázisa Iránban. Ez utóbbit részben az akkori nyomozások is igazolták, azonban nem derült ki, hogy a szélsőségesek önszántukból cselekedtek így, vagy felsőbb radikális iszlamista körök adtak erre utasítást számukra. A gyújtogatók közül csak egyet sikerült előállítani és elítélni, a másik három életét vesztette a tűzben.

## A tűzeset
A Rex Filmszínház Ábádán szegénynegyedeihez közel fekvő részen volt. A mozi egy bevásárló árkád első emeletén helyezkedett el, befogadó képessége 650 fő körül volt. A Délmagyarország 1978. augusztus 22-i száma iráni forrásokra hivatkozva írta, hogy aznap 728 jegyet adtak el az esti vetítésre, ami arra enged következtetni, hogy az épület jócskán megtelt (több személlyel, amennyi megengedett volt). A mozi bejárata az átjárón belül helyezkedett el és egy lépcső vezetett egy L alakú előcsarnokba, ahonnan három ajtó nyílt a nézőtérre. A nézőtér hátsó részén egyetlen vészkijárat volt, amely egy lépcsőn keresztül vezetett a szabadba, de a vészkijárat rendszerint zárva volt. Az előadás befejezése után a közönség ugyanazon a lépcsőn keresztül hagyhatta el a mozit, amelyen keresztül beléphetett.
A tragédia napján több száz ember ült be a moziba. Este 20:21 táján négy férfi érkezett a mozihoz, ahol előbb láncokkal lezárták a bejáratokat, majd kannákból kerozint locsoltak szét. A szétlocsolt üzemanyagot gyufával meggyújtották és az amúgy is roppant gyúlékony anyag szempillantás alatt óriási lángokkal égett. Segítette a tűz terjedését, hogy az ajtók fából, a falak pedig pvc burkolatból voltak. A lángok teljesen elborították a három főbejáratot és perceken belül a nézőteret is, mire a bennrekedt emberek a tetőn keresztül próbáltak menekülni.
A helyszínre késve (a riasztás után vagy 20 perc elteltével) kiérkező tűzoltók, akik nagyobb tűzesetek terén valószínűleg nem bírtak tapasztalatokkal, a mentési és oltási munkálatokat rosszul és elég tétován végezték. Ez olyan alaptalan gyanút is keltett, miszerint a tűzoltóság is hallgatólag cinkos volt a gyújtogatásban, sőt elterjedt, hogy a kocsik tartályában nem is volt víz, de a később lezajlott bírósági tárgyaláson a szemtanúk egyöntetűen vallották, hogy a tűzoltók, amint megérkeztek a helyszínre, máris vízzel oltották a tüzet, amit a közeli tűzcsapokból pótolni is tudtak.
A helyi rendőrséget is bűnsegédlettel vádolták, csak mert a rendőrök visszatartani igyekeztek azokat a járókelőket, akik be akarta menteni a lángoló épületbe, hogy a csapdába esett embereken segítsenek.
Rengetegen bennégtek, mások a tetőn át történő menekülés közben (a zuhanás következtében) vesztették életüket. Megint mások súlyos égési sérülések következtében haltak meg, egyeseket pedig a menekülők tapostak agyon a kialakult pánikban.

## Reakciók
Ábádánban rögvest elszabadultak az indulatok a több száz ember borzalmas halálát előidéző tűz miatt. Az áldozatok pontos számának meghatározását nehezítette, hogy több áldozat a felismerhetetlenségig összeégett és azonosítás híján sok ilyen halottat nem vettek semmiféle jegyzékbe, csupán eltemették őket.
A sah által kinevezett Dzsamsid Amuszegar kabinetje válságba jutott. A sah hitvese, Farah Ábádánba kívánt látogatni, hogy részvétét fejezze ki az áldozatok családtagjai felé, de az elnök lebeszélte erről, mondván várja ki a vizsgálatok eredményét.
Három nappal a tragédiát követően Homeini ajatollah nyílt levélben szólt Ábádán lakosságához, amelyben meggyőződését fejezte ki, hogy egyetlen hithű muszlim sem követhet el ilyen borzalmas gaztettet. Szerinte világos, hogy a sah kegyetlen rendszere a felelős, melynek egyedüli célja rossz fényt vetni az iszlám mozgalomra. Augusztus 21-én az ajatollah más ellenzéki vezetőket is megkeresett levélben, felszólítva őket ne engedjék, hogy a sah lejárassa az ellenállási mozgalmat a világ előtt.
Ellenzéki mozgalmak országszerte hatalmas tüntetéseket kezdtek szervezni (Teheránban, Tebrizben, Komban, Iszfahánban, Mesedben), ezekkel egy időben Belgiumban, Németországban, Dániában és Hollandiában tartózkodó iráni diákok is demonstrációba kezdtek ottani diáktársaikkal, elfoglalták az iráni nagykövetségeket és a sah lemondását követelték. Amuszegar elnök be is nyújtotta lemondását az uralkodónak, amit az elfogadott, bár később ezt megbánta. Az új elnök Dzsaffar Shariff-Emami lett.
Közben Homeini is gőzerővel folytatta munkáját. Egy francia televízióban adott interjújában szeptember 14-én kifejtette, hogy a sah oly mértékben elnyomja Irán népét, hogy „az még levegőhöz se tud jutni.” Ő is a mozikat az erkölcsi megrontás fészkének nevezte, melyeket a sah emelt Iránban. Úgy vélte, hogy a filmszínházak célja elterelni Irán népének figyelmét az ország valós és égető problémáiról. Homeini szerint a sah a vallásos ellenzékiek rémuralmával ijeszteget és azért gyújtotta fel az ábádáni mozit is, hogy az iszlám követőire terelje a gyanút.

## Indítékok
A hatóságok már az elején könnyen megállapították a helyszínen fellelt nyomokból, hogy szándékos gyújtogatás történt. A forradalom kitörésekor még a SZÁVÁK-nak közvetett felelősséget tulajdonítottak. Az első vélemények szerint SZÁVÁK ügynökök ellenzéki személyeket üldöztek, akik látva a tüzet behatoltak a moziba, hogy a kavarodásban elvegyülhessenek a tömegben. Erre az ügynökök rájuk zárták a mozi bejáratait, így viszont az épületben tartózkodó többi civilt is „feláldozták.”
Egy iráni napilap, a Szobhe Emruz a radikális iszlamistákat nevezte meg a gyújtogatás elkövetőinek, akiket Mohammad Kázem Sariatmadari nagyajatollahhoz és Ali Hámeneihez kötöttek.
A hatóságok a rövidesen kirobbant forradalom zűrzavarában nem tudtak sokat tenni az ügy felderítésére, még az áldozatok családtagjainak heves követelésének nyomán sem, akik több hónapos sztrájkba kezdtek. Az családtagok memorandumban fordultak Homeinihez, hogy rendeljen el alaposabb vizsgálatot. Az új kormány felállásakor letartóztatták Monir Taheri kapitányt, akit azzal vádoltak, hogy az amerikaiak képeztek ki gerillának és ő lehetett a tűz előidézője is. Monir ellenben határozottan állította, hogy soha nem járt Ábádánban, s a tűzeset napján a várostól kb. 120 km-re levő Ahvázban tartózkodott. Ennek ellenére a bíróság bűnösnek nyilvánította Monirt és 1979. február 23-án kivégezték.

## Büntetőeljárás
Több mint két évvel a történtek után, 1980. augusztus 25-én a Forradalmi Törvényszék új vizsgálatot rendelt el 17 fős bírósági testülettel az élen, amely szeptember 4-ig ülésezett. Ekkor újabb 26 embert vádoltak meg, köztük egy Hosszein Takbalizadeh nevű drogdílert és piti csempészt, aki maga is drogfogyasztó volt. Valószínűleg Takbalizadeh volt az egyetlen, akit a négy gyújtogatóból ténylegesen kézre kerítettek. A nyomozás arra a megállapításra jutott, hogy Takbalizadeh három másik bűntársa a tűzben lelte halálát.
Takbalizadeh a gyújtogatás napján épp Ábádánban volt, majd a tragédia után még pár napig a városban maradt. Azután a rendőrséget elkerülendő Bandar-Abbászba ment és csak három hónap múlva tért vissza Ábádánba. Családjának és barátainak bevallotta, hogy részt vett a gyújtogatásban, sőt az anyja is elmesélte ezt egyik ismerősének, aki tovább adta a hírt és rövidesen már az egész város erről beszélt. A hatóságok így jutottak el a gyújtogatóhoz, akit letartóztattak.
Vallomásában Takbalizadeh elmondta, hogy Homeini hatására gyújtotta fel társaival a mozit. Takbalizadeh Irakból olyan hangfelvételeket hozott át Iránba, amelyeken az ajatollah a filmszínházak ellen szólal fel és ő is ezen beszédek hatása alá került.
Végül őt és még öt további személyt ítéltek halálra. Köztük Mohammad Rasidian egykori tanárt, aki a forradalom után parlamenti képviselő lett és őt tartották a gyújtogatás értelmi szerzőjének, valamint Bahmani őrnagyot, a helyi rendőrség egyik tisztjét, akit szintén cinkossággal vádoltak. Elítélték továbbá Ali Naderit, a mozi tulajdonosát valamint Eszfandiar Ramezanit, az intézmény igazgatóját, akiket felelőssé tettek az épület biztonsági hiányosságai miatt. Szintén elítélték Farajollah Mojtahedi egykori SZÁVÁK tisztet. A hat személyt nyilvánosan kivégezték.
Több tűzoltót és rendőrt az elkövetett hanyagságokért 1 és 3 év közötti börtönre ítéltek. Előállítottak még két embert, akik Takbalizadehnek és társainak adtak kerozint, amit a gyújtogatásnál használtak fel. Őket nem vonták felelősségre, csupán tanúként hallgatták ki, mert nem tudtak semmit az elkövetők szándékáról.
Az áldozatok hozzátartozói nem voltak elégedettek az eljárással, ugyanis tudni akarták, hogy meddig vezetnek a szálak (volt-e megbízó), ezért követelték a nyomozati anyagok nyilvánossá tételét. Erre válaszul az iráni Forradalmi Gárda lépett fel erőszakkal a demonstráló családtagok ellen, amely több súlyos összecsapást eredményezett. Válaszul az új kormányzathoz lojális ábádáni papság Amerika-ellenes tüntetést kezdeményezett a városban, hogy így tereljék el a figyelmet az aktuális kérdésről.
Ettől fogva már azok a feltevések kezdtek erősödni, hogy a szálakat a síita ellenzéki vallási vezetők mozgatták, hogy aztán a tűz okozását a SZÁVÁK-ra és a sahra kenjék. Azonkívül nem az ábádáni Rex Filmszínház volt az egyetlen olyan épület, amely gyújtogatás áldozata lett azokban az időkben. Már a forradalom előtti években felgyújtottak Irán-szerte bárokat, mozikat, bankokat, éttermeket, amelyek nyugatias stílust tükröztek és a síita papok valamint vallási tudósok szerint a romlottság bázisai voltak. Az Ábádánban, a papság által szervezett Amerika-ellenes tüntetés, amely egyet jelentett azzal, hogy a vallási vezetők nem is akarnak megemlékezni a tűzvész áldozatairól, pont a tragédia második évfordulóján volt. Ez tovább keltette azon benyomást, hogy az iszlamista ellenzéknek köze volt az ügyhöz és az új kormányzat most el akarja tussolni az egészet. A nyomozást az is hátráltatta, hogy a klérus is rendre beleszólt a nyomozás menetébe.

## Egyéb lehetséges magyarázatok
Dilip Hiro indiai író és újságíró az Iran Under the Ayatollahs (Irán az ajatollahok alatt) c. dokumentumfilmben kétséggel él afelől, hogy sahellenes elemek okozták a Rex Filmszínházban történt tüzet. A mozi egy igencsak szegény környéken állt, s elsősorban annak lakossága látogatta, akik nem is annyira az ellenzéki hangvétele miatt ülhettek be megnézni az említett filmet, hanem mert a film főszereplője, Behrouz Vossoughi akkoriban népszerű színésznek számított hazájában. Mivel a tragédia napján került sor a cenzúra által csak nagy nehezen engedélyezett film bemutatására a moziban, ezért feltételezték úgy az emberek, hogy a tűzesetnek politikai okai vannak.
Roy Mottahedeh iráni származású amerikai történész szerint a tűzben az irániak szegényebb rétege, köztük akik a tűzben lelték halálukat, kezdetben úgy érezték, hogy az országban tomboló feszültség a konzervatív vallási vezetők és a sah harca, ezért ők ebben semleges álláspontra helyezkedtek. A tragédia viszont automatikusan hangolta ezen rétegeket a sah ellen, miután meggyőződéssé vált, hogy ő felelős a tűzért.
Daniel Byman amerikai Közel-Kelet szakértő úgy látja, hogy a konzervatív, radikális nézetek valló iszlamisták dekadenciát, s a vallással szembeni gúnyolódást láttak a filmművészetben (főleg a nyugati típusú filmekben) és bűnnek, sőt istenkáromlásnak tekintették, ha valaki ilyen filmeket nézett. Byman szerint síita radikálisok gyújtották fel az ábádáni mozit.

## Lásd még
- Perszepoliszi parti